# Gobernación de Kutaisi
La gobernación de Kutaisi (Кутаисская губерния) se establece en el año 1846, permaneciendo hasta 1920, siendo su capital Kutaisi, en la actual república de Georgia.
La gobernación de Kutaisi se encuentra al sudoeste de Transcaucasia, a lo largo de la costa del sudeste del mar Negro y por la cuenca del río Rioni y Choroj. Tiene una extensión de 25.942 verstás cuadradas, siendo el norte montañoso, siendo la cumbre más alta el Dyj-Tau de la gobernación (5204 metros), segunda cumbre más alta del Cáucaso después del Elbrús. La parte central está regada por el río Rioni, siendo un territorio llano, con depresiones pantanosas. La parte sur de la provincia ocupa lo que se denomina “Pequeño Cáucaso”, cubriendo los bosques cerca de la mitad de la zona. 
El suelo de la zona montañosa es pedregoso, en la depresión central es suelo aluvial muy productivo. Tiene un clima suave y húmedo. La flora es subtropical, y es la patria del sarmiento. 
La población máxima de la gobernación fue de 914.000 personas, siendo los habitantes de las ciudades 62.000. La población se repartía en:
- Georgianos	800,000
- Abjasios		59,000
- Rusos		13,000
- Resto, de otras nacionalidades.

La propiedad agraria estaba extremadamente fraccionada. Se cultivaba principalmente maíz y uvas. Los cereales (trigo, mijo, cebada, etc) se cultiva en pequeñas extensiones en la parte montañosa de la provincia. En las tierras altas se cultivaba el tabaco, mientras en las costas del Mar Negro se cultivan frutas, en especial la naranja. 
En el año 1900, había 314 fábricas, con una producción estimada de 8,5 millones de rublos.
La minería se explota desde tiempos muy antiguos. En las cercanías de la estación de ferrocarril de Kvirily I (1 Квирилы) se encuentra un yacimiento a cielo abierto muy rico en manganeso, con una producción de 23 millones de Puds (medida antigua rusa de 16.38 kilogramos) al año, cobre, mineral de hierro, y carbón mineral (más de 3 millones de Puds).
Tenía tendido 379 verstás de vías ferroviarias.
Estaba dividida en los siguientes Uezds:
- Uezd de Zugdibi ( Уезд Зугдидский)
- Uezd de Kutaisi (Уезд Кутаисский)
- Uezd de Lechjumi (Уезд Лечхумский)
- Uezd de Ozurgueti (Уезд Озургетский)
- Uezd de Rachin (Уезд Рачинский)
- Uezd de Sena (Уезд Сенакский)
- Uezd de Shorapan (Уезд Шорапанский)

## Evolución de la población entre 1872 y 1915 de la gobernación de Kutaisi[1]
| 1872-1874  | 1883-1884  | 1894       | 1897       | 1915        | verstas2  |
| ---------- | ---------- | ---------- | ---------- | ----------- | --------- |
| 570.7 hab. | 652.1 hab. | 731.9 hab. | 807.5 hab. | 1057.5 hab. | 18.5 Vst2 |